# Oscar 1956
A 28ª cerimônia de entrega dos Academy Awards (ou Oscars 1956), apresentada pela Academia de Artes e Ciências Cinematográficas, premiou os melhores atores, técnicos e filmes de 1955 no dia 21 de março de 1956. Assim como nos anos anteriores, ela ocorreu simultaneamente em Hollywood e Nova York. Os mestres de cerimônia foram Jerry Lewis (Los Angeles), Claudette Colbert (Nova Iorque) e Joseph L. Mankiewicz (Nova Iorque)
O drama Marty foi premiado na categoria de melhor filme.

## Indicados e vencedores
| Melhor Filme - Marty - Love Is a Many-Splendored Thing - Mister Roberts - Picnic - The Rose Tattoo | Melhor Diretor - Delbert Mann – Marty - Elia Kazan – East of Eden - David Lean – Summertime - Joshua Logan – Picnic - John Sturges – Bad Day at Black Rock |
| Melhor Ator/Actor (Principal) - Ernest Borgnine – Marty - James Cagney – Love Me or Leave Me - James Dean – East of Eden - Frank Sinatra – The Man with the Golden Arm - Spencer Tracy – Bad Day at Black Rock | Melhor Atriz/Actriz (Principal) - Anna Magnani – The Rose Tattoo - Susan Hayward – I'll Cry Tomorrow - Katharine Hepburn – Summertime - Jennifer Jones – Love Is a Many-Splendored Thing - Eleanor Parker – Interrupted Melody                                                  |
| Melhor Ator/Actor Coadjuvante/Secundário - Jack Lemmon – Mister Roberts - Arthur Kennedy – Trial - Joe Mantell – Marty - Sal Mineo – Rebel Without a Cause - Arthur O'Connell – Picnic                         | Melhor Atriz/Actriz Coadjuvante/Secundária - Jo Van Fleet – East of Eden - Betsy Blair – Marty - Peggy Lee – Pete Kelly's Blues - Marisa Pavan – The Rose Tattoo - Natalie Wood – Rebel Without a Cause                                                                         |
| Melhor Roteiro/Argumento - Original - Marty - Bad Day at Black Rock - Blackboard Jungle - East of Eden - Love Me or Leave Me                                                                                   | Melhor Roteiro/Argumento - Adaptado - Interrupted Melody - The Court-Martial of Billy Mitchell - It's Always Fair Weather - Mr. Hulot's Holiday - The Seven Little Foys |
| Melhor História Original - Love Me or Leave Me - The Private War of Major Benson - Rebel Without a Cause - Strategic Air Command - The Sheep Has Five Legs                                                     | Melhores Efeitos Visuais - The Bridges at Toko-Ri - The Dam Busters - The Rains of Ranchipur |
| Melhor Documentário em Longa-metragem - Helen Keller in Her Story - Heartbreak Ridge | Melhor Documentário em Curta-metragem - Men Against the Arctic - The Battle of Gettysburg - The Face of Lincoln |
| Melhor Curta-metragem em Uma Bobina - Survival City - 3rd Ave. El - Gadgets Galore - Three Kisses | Melhor Curta-metragem em Duas Bobinas - The Face of Lincoln - The Battle of Gettysburg - On The Twelfth Day - Switzerland - 24-Hour Alert |
| Melhor Animação em Curta-metragem - Speedy Gonzales - Good Will to Men - The Legend of Rockabye Point - No Hunting                                                                                             | Melhor Edição/Montagem - Picnic - Blackboard Jungle - The Bridges at Toko-Ri - Oklahoma! - The Rose Tattoo |
| Melhor Trilha Sonora/Banda Sonora/Comédia ou Drama - Love Is a Many-Splendored Thing - Battle Cry - The Man with the Golden Arm - Picnic - The Rose Tattoo                                                     | Melhor Canção original - "Love Is a Many-Splendored Thing" por Love Is a Many-Splendored Thing - "I'll Never Stop Loving You" por Love Me or Leave Me - "Something's Gotta Give" por Daddy Long Legs - "The Tender Trap" por The Tender Trap - "Unchained Melody" por Unchained |
| Melhor Trilha Sonora/Banda Sonora/Musical - Oklahoma! - Daddy Long Legs - Guys and Dolls - It's Always Fair Weather - Love Me or Leave Me                                                                      | Melhor Mixagem/mistura de Som - Oklahoma! - Love Is a Many-Splendored Thing - Love Me or Leave Me - Mister Roberts - Not as a Stranger |
| Melhor Direção de Arte/Preto & Branco - The Rose Tattoo - Blackboard Jungle - I'll Cry Tomorrow - The Man with the Golden Arm - Marty                                                                          | Melhor Direção de Arte/Colorido - Picnic - Daddy Long Legs - Love Is a Many-Splendored Thing - Ladrão de Casaca - Guys and Dolls |
| Melhor Cinematografia/Fotografia/Preto & Branco - The Rose Tattoo - Blackboard Jungle - I'll Cry Tomorrow - Marty - Queen Bee                                                                                  | Melhor Cinematografia/Fotografia/Colorido - Ladrão de Casaca - Love Is a Many-Splendored Thing - Guys and Dolls - A Man Called Peter - Oklahoma! |
| Melhor Figurino/Guarda-Roupa/Preto & Branco - I'll Cry Tomorrow - The Pickwick Papers - Queen Bee - The Rose Tattoo - Ugetsu                                                                                   | Melhor Figurino/Guarda-Roupa/Colorido - Love Is a Many-Splendored Thing - Interrupted Melody - Guys and Dolls - Ladrão de Casaca - The Virgin Queen |
| Melhor Filme Estrangeiro - Miyamoto Musashi (Japão) | |

### Múltiplas indicações
- 8 indicações: Love Is a Many-Splendored Thing, Marty e The Rose Tattoo
- 6 indicações: Love Me or Leave Me e Picnic
- 4 indicações: Blackboard Jungle, East of Eden, I'll Cry Tomorrow, Guys and Dolls e Oklahoma!
- 3 indicações: Bad Day at Black Rock, Daddy Long Legs, Interrupted Melody, The Man with the Golden Arm, Mister Roberts, Rebel Without a Cause e Ladrão de Casaca
- 2 indicações: The Battle of Gettysburg, The Bridges at Toko-Ri, The Face of Lincoln, It's Always Fair Weather e Queen Bee, Summertime